# Tereo

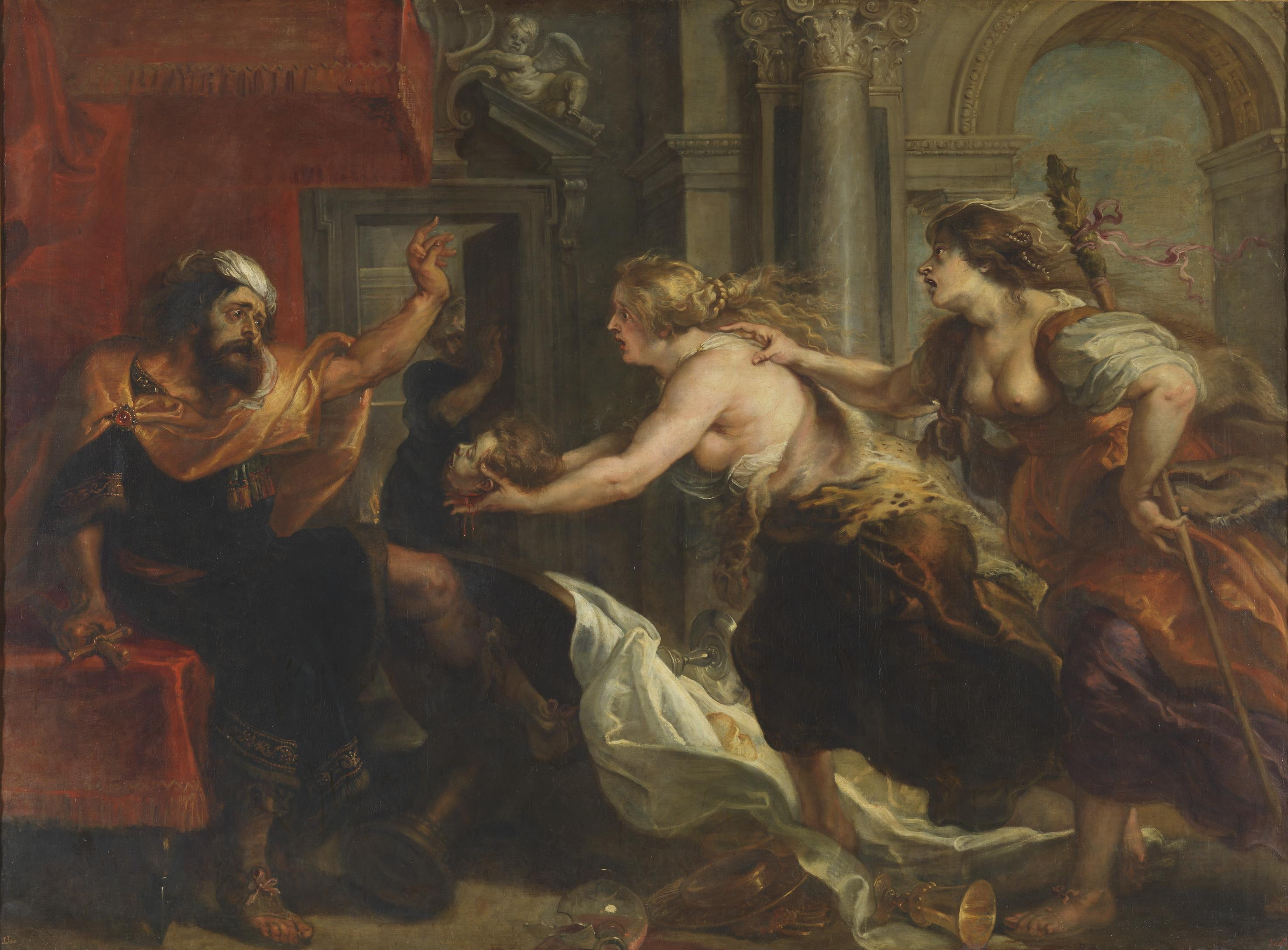
Tereo davanti alla testa del figlio, dipinto di Peter Paul Rubens

Tereo (in greco antico Τηρεύς, pron. Teréus) è una figura della mitologia greca, re di Tracia, figlio di Ares e fratello di Driante.

## Il mito e le sue varianti
Esistono varie versioni del mito di Tereo, a seconda della fonte cui si attinge.

### Apollodoro
Questa è la versione del mito riportata da Pseudo-Apollodoro nella sua Biblioteca (III, 14, 8):
(Pseudo-Apollodoro, Biblioteca, III, 14, 8)

### Igino
(Igino, Fabulae, 45)

### Ovidio

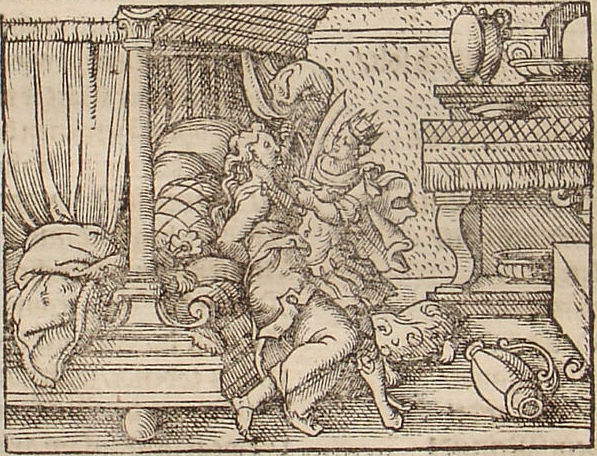
Tereo violenta Filomela, incisione di Virgil Solis, tratto dalla serie delle Metamorfosi di Ovidio, Fogl. 80 r, immagine 6.

Ovidio, nelle sue Metamorfosi (VI, 420-675), fornisce una versione splendidamente narrata di questo mito. Qui se ne riporta un riassunto.
Atene, assediata da non meglio specificati barbari, è stata liberata con l'aiuto di Tereo; in segno di riconoscenza, Pandione gli concede in sposa Procne, in un matrimonio in cui però a officiare non sono Giunone o Imeneo, ma le Eumenidi. Tereo e la moglie tornano dunque in Tracia, dove nasce il loro figlio Iti.
Passano cinque anni felici, finché Procne prega Tereo di andare a Atene, a chiedere al vecchio Pandione di lasciare venire in Tracia Filomela, sua sorella, di cui sente grande mancanza. Tereo fa come chiede la moglie, ma appena vede Filomela ad Atene viene preso da una sconfinata passione per lei. Pandione non si accorge di nulla e permette a Filomela di lasciare Atene, sotto la promessa di un rapido ritorno, sebbene abbia dei presagi. 

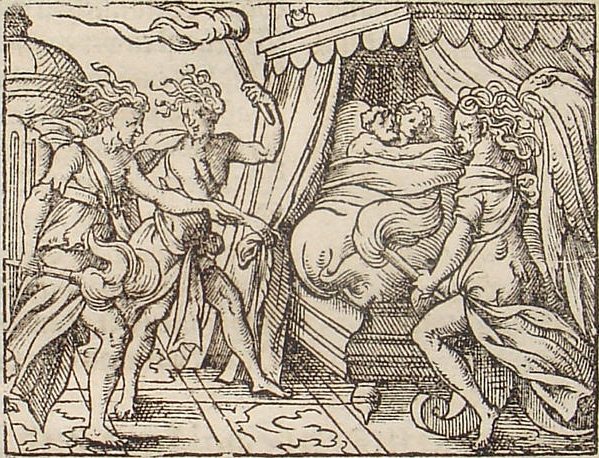
Le Eumenidi intorno al letto di Tereo e Procne, come illustrate da Virgil Solis.

I presagi sono ben motivati: appena sbarcati, Tereo porta in una stalla Filomela e la violenta. In preda alla disperazione, Filomela lamenta la sua condizione di anima ferita e colpevole contro la propria volontà, assicurando che rivelerà quanto è avvenuto agli uomini, ai monti, agli dèi. Tereo, preso da rabbia e paura, le mozza dunque la lingua con spada e tenaglia. Dopodiché si reca nuovamente da Procne, con la falsa notizia della morte di Filomela. Passa un anno e Filomela finalmente riesce ad ingegnarsi di scrivere su una tela la denuncia di quanto ha subito e a farla portare da una serva a Procne.
Procne, scoperto il tutto, sfrutta la notte seguente, quella in cui la Tracia celebra i baccanali, per liberare la sorella. Quindi, in cerca di vendetta, uccide Iti, cucinandolo per Tereo. Dopo che questi ha mangiato, ignaro di tutto, la carne di suo figlio, Filomela salta fuori sozza di sangue e gli tira in faccia la testa recisa di Iti. Tereo si getta dunque dietro di loro, ma tutti e tre si trovano mutati in uccelli: Tereo in upupa, Filomela in usignolo, Procne in rondine.

### Il mito raccolto da Graves
Nella grande raccolta ed elaborazione di miti di Robert Graves, I miti greci, è compresa anche una ricostruzione del mito di Tereo, come esso risulti riprendendo numerose fonti: Pseudo-Apollodoro, Tucidide, Nonno di Panopoli, Strabone, Pausania, Igino, i frammenti del Tereo sofocleo, il Commento di Eustazio a Omero, Ovidio. 
Tereo, in questa versione, è il re dei Traci stanziatisi a Daulide. A causa dell'aiuto che Tereo ha prestato ad Atene nel ruolo di arbitro in una disputa territoriale, Pandione gli dà in sposa Procne, da cui ha il figlio Iti. Tereo però si innamora di Filomela a causa della sua voce e, nel giro di un anno, nasconde la moglie rinchiudendola e torna ad Atene con la falsa notizia della sua morte. Pandione allora gli offre pietosamente Filomela come sposa e la fa accompagnare a Daulide da guardie del corpo. Tereo però le uccide prima di essere giunto e costringe la ragazza ad unirsi a lui prima del matrimonio.
Procne, pur essendo a conoscenza di tutto, non dovrebbe poter fare nulla, poiché Tereo le strappa la lingua e la rinchiude fra gli schiavi; ma si mette in contatto con sua sorella attraverso il peplo nuziale, su cui scrive: «Procne è fra gli schiavi».
Nel frattempo, Tereo, avvisato da un oracolo che un suo congiunto ucciderà Iti, crede di porre fine alla minaccia uccidendo il fratello Driante. Nello stesso tempo, Filomela legge il messaggio sul peplo e libera Procne, che consuma la sua vendetta uccidendo Iti e cucinandolo, per poi servirlo a Tereo. Tereo, dopo aver mangiato e scoperto cosa è avvenuto, sta per uccidere le due donne con l'ascia, ma gli dèi tramutano tutti e tre in uccelli: Filomela diviene usignolo, Procne rondine, Tereo upupa.
Si aggiunge una spiegazione alla scelta degli uccelli: la rondine non ha lingua e vola in tondo, come Procne camminava in tondo, prigioniera; l'usignolo canta tristemente «Ἵτυ, Ἴτυ!», che vuol dire: «Iti, Iti!», lamentando la morte che ha involontariamente procurato al bambino; l'upupa grida: «Ποῦ, pou?», che significa «Dove, dove?», mentre dà la caccia alla rondine.
Graves ricorda anche la versione di Igino, che vuole Tereo mutato in sparviero.

## Interpretazioni del mito

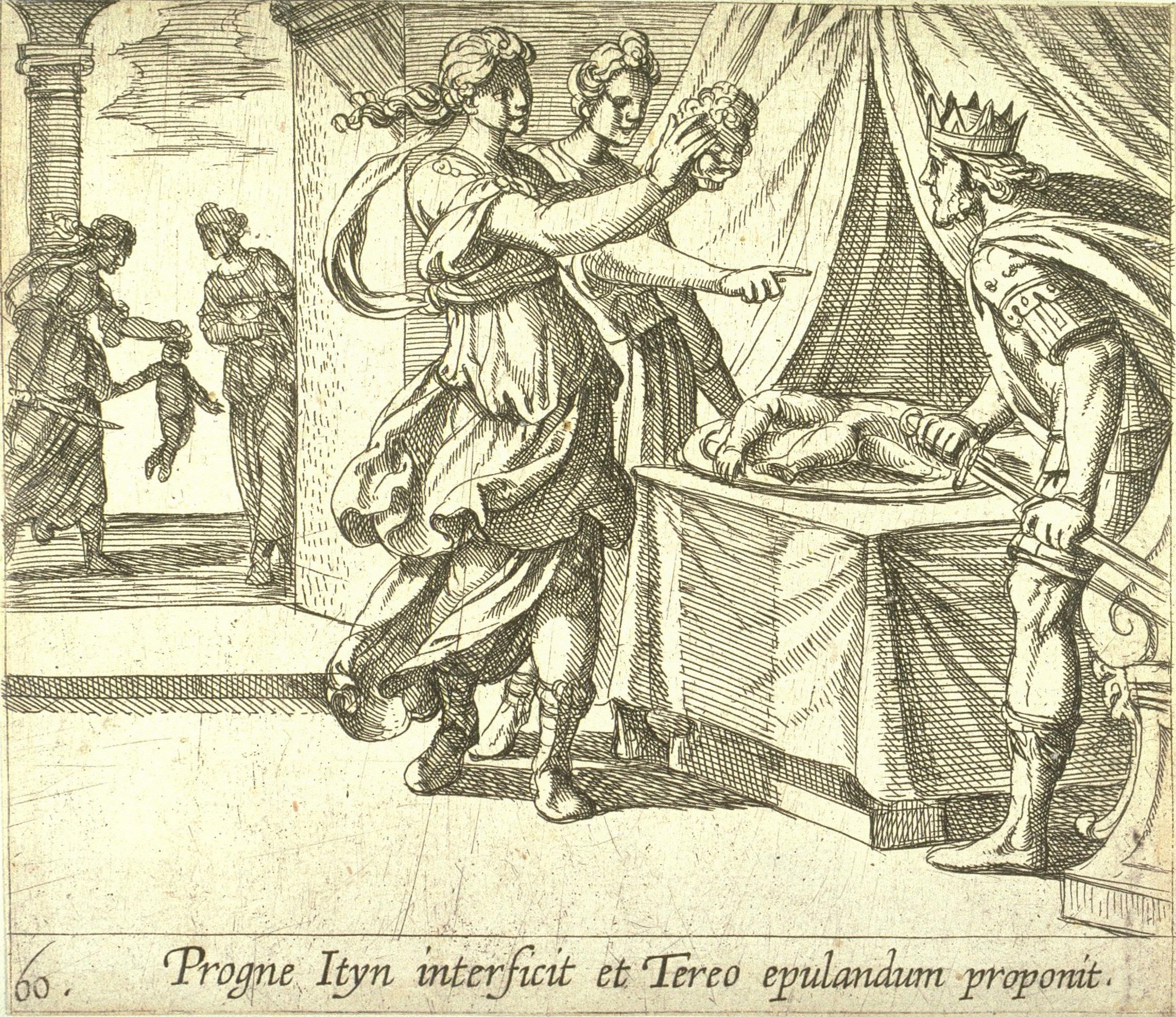
Filomela e Procne mostrano il capo di Iti a Tereo. Incisione di Antonio Tempesta per una edizione del XVI secolo del libro VI delle Metamorfosi di Ovidio.

Nel commento all'episodio contenuto nell'edizione della Biblioteca di Apollodoro edita dalla Fondazione Lorenzo Valla, l'attenzione è posta soprattutto sull'opposizione fra le nozze endogamiche di Pandione, che si unisce, secondo un costume attico, alla sorella di propria madre, e quelle iper-esogamiche di Procne e Filomela, che sposano un personaggio non solo totalmente estraneo alla propria comunità, ma anche alieno alla civiltà greca: Tereo è un Trace, quindi barbaro e del popolo più feroce fra quelli barbari ed è, per di più, un figlio di Ares. Il matrimonio «trasgressivo» con Tereo porta dunque in realtà ad una distruzione delle consuetudini greche e di tutti i legami familiari, in un crescendo di orrori che ha conclusione nel banchetto tecnofago e nell'ornitificazione (mutamento in uccelli) simbolo della definitiva caduta nella bestialità di tutti e tre i protagonisti della vicenda. A questo riguardo, Sofocle dichiara con molta chiarezza: 
(Sofocle, Tereo, fr. 589)
La possibile bigamia di Tereo (in base alla lezione del testo di Apollodoro che si sceglie) rafforzerebbe ulteriormente la distinzione fra costumi barbari e greci; in Sofocle, la sposa lamenta la perdita del nome di greca. Dal canto loro, Procne e Filomela, offrendo in pasto a Tereo suo figlio, non si limitano a punirlo ferocemente, ma sanciscono la sua esclusione definitiva non tanto dal mondo civile, quanto dalla stessa comunità umana; si può notare come questa punizione presente anche nel mito di Atreo e Tieste sia legata a colpe di carattere sessuale (Tieste seduce Erope, la moglie del fratello).
Robert Graves commenta la vicenda guardandola da una luce del tutto diversa. In essa, infatti, vede la spiegazione data dai Focesi a una serie di affreschi tracio-pelasgici che avrebbero ritrovato in Daulide e che in realtà avrebbero rappresentato diversi metodi oracolari. Dunque, secondo Graves, la mutilazione di Procne deriva da una scena in cui dalla bocca di una profetessa, il cui volto è stravolto dall'estasi, cade una foglia di alloro; il messaggio scritto sul peplo dalla rappresentazione di una sacerdotessa che, gettati dei bastoncini su un tessuto, cerca di trovare in essi delle lettere da leggere; la tecnofagia di Tereo, da quella di un sacrificio di un fanciullo; l'oracolo, da quella di un re che dorme in attesa di un sogno rivelatore; la morte di Driante, da quella in cui un sacerdote traeva auspici davanti ad una quercia sulla base della posizione del corpo dell'uomo sacrificato. Infine, la scena di metamorfosi deriva dall'immagine di una sacerdotessa vestita di piume che trae auspici dal volo di una rondine.
Inoltre, Graves avanza un'ipotesi legata al fatto che, fra tutti gli antichi mitografi, solo Igino faccia di Procne una rondine e di Filomela un usignolo. Ritiene la versione di Igino quella corretta e interpreta quelle di altri autori come maldestro tentativo di correggere un errore fatto da qualche antico poeta.

## Il mito nella letteratura
Il mito di Tereo, Procne e Filomela ha avuto, in letteratura, varie interpretazioni, sia attraverso opere specificamente dedicate ad esso che mediante numerosi riferimenti. Di seguito alcune delle opere in cui è citato.
- Sofocle, Tereo
- Eschilo, Agamennone, 458 a.C.
- Aristofane, Gli uccelli
- Francisco de Rojas Zorrilla, Progne y Filomela
- T. S. Eliot, La terra desolata, 1922
- William Shakespeare, Tito Andronico, 1594